# Банком (округ)
Банком (англ. Buncombe) — округ в штате Северная Каролина, США. По данным переписи 2010 года, численность населения составила 238 318 человек. Окружным центром является город Ашвилл.

## История
Округ был образован в 1791 году из частей округов Берк и Ратерфорд. Был назван в честь Эдварда Банкома, полковника во время войны за независимость США, который был захвачен в битве при Джермантауне.

## География
По данным Бюро переписи населения США, округ имеет общую площадь 1,709.4 км², из которых 1,699 км² занимает суша и 10,4 км² вода.

### Национальные охраняемые территории
- Blue Ridge Parkway (часть)
- Pisgah National Forest (часть)

### Соседние округа
- Округ Мадисон (Северная Каролина) — север
- Округ Янси (Северная Каролина) — северо-восток
- Округ Мак-Дауэлл (Северная Каролина) — восток
- Округ Ратерфорд (Северная Каролина) — юго-восток
- Округ Хендерсон (Северная Каролина) — юг
- Округ Хейвуд (Северная Каролина) — запад
- Округ Трансилвейния (Северная Каролина) — юго-запад

### Дороги
|                                                                                  |                                                                        |                                                                              |
| - — I-26 - — I-40 - — I-240 - — US 19 (BUS) - — US 23 (BUS) - — US 25 - — US 25A | - — US 70 - — US 74 - — US 74A - — NC 9 - — NC 63 - — NC 81 - — NC 112 | - — NC 146 - — NC 151 - — NC 191 - — NC 197 - — NC 251 - — NC 280 - — NC 694 |

## Демография
По данным переписи 2000 года, насчитывалось 206 330 человек, 85 776 домашних хозяйств и 55 668 семей, проживающих в округе. Средняя плотность населения составила 121 чел./км². Расовый состав округа: 89,06 % белые, 7,48 % афроамериканцы, 0,39 % коренные американцы, 0,66 % азиаты, 0,04 % жители тихоокеанских островов, 1,15 % другие расы, 1,23 % две и более рас и 2,78 % испанцы или латиноамериканцы.
Из 85 776 домохозяйств 27,50 % имели детей в возрасте до 18 лет, проживающих с ними, 50,50 % супружеских пар, живущих вместе, 10,80 % женщин, проживающих без мужей и 35,10 % не имеющих семьи. 28,90 % всех домохозяйств составляли отдельные лица, из которых 10,60 % лица в возрасте 65 лет и старше.
Возрастной состав округа: 21,90 % в возрасте до 18 лет, 8,60 % от 18 до 24 лет, 29,30 % от 25 до 44 лет, 24,80 % от 45 до 64 лет и 15,40 % в возрасте 65 лет и старше. Средний возраст составил 39 лет.
Средний доход на домашнее хозяйство в округе составил $36,666, а средний доход на семью $45,011. Мужчины имеют средний доход $30,705, а женщины $23,870. Доход на душу населения составил $20,384. Около 7,80 % семей и 11,40 % населения были ниже черты бедности, в том числе 15,30 % из них моложе 18 лет и 9,80 % в возрасте 65 лет и старше.

## Населённые пункты

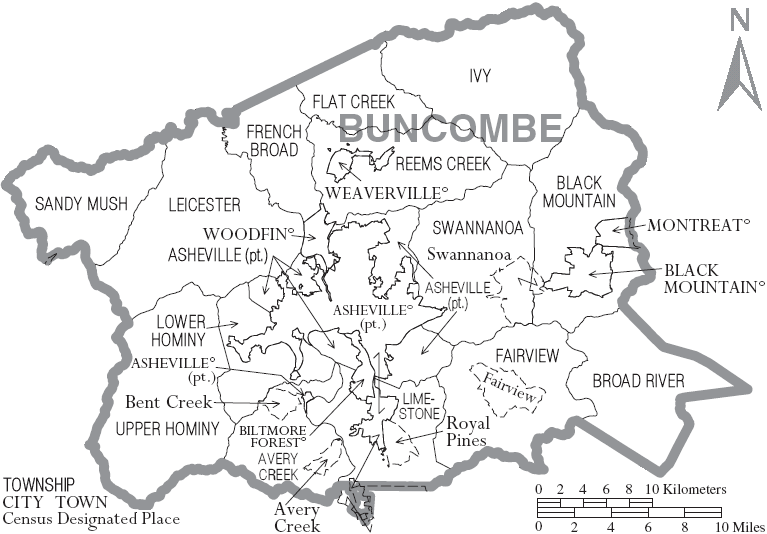
Карта округа Банком (Северная Каролина) с указанием городских муниципалитетов и районов

### Города
- Ашвилл
- Билтмор-Форест
- Блэк-Маунтин
- Монтрит
- Вивервилл
- Вудфин

### Тауншипы
Округ делится на 16 тауншипов: Ашвилл, Эйвери-Крик, Блэк-Маунтин, Брод-Ривер, Фэрвью, Флэт-Крик, Френч-Брод, Айви, Лестер, Лаймстоун, Лоуэр-Хомини, Римс-Крик, Сэнди-Маш, Сваннаноа, Вудфин и Аппер-Хомини.

### Невключённые территории
- Арден
- Барнардсвилл
- Кандлер
- Энка
- Джупитер
- Риджкрест
- Скайленд